# Alan Shepherd

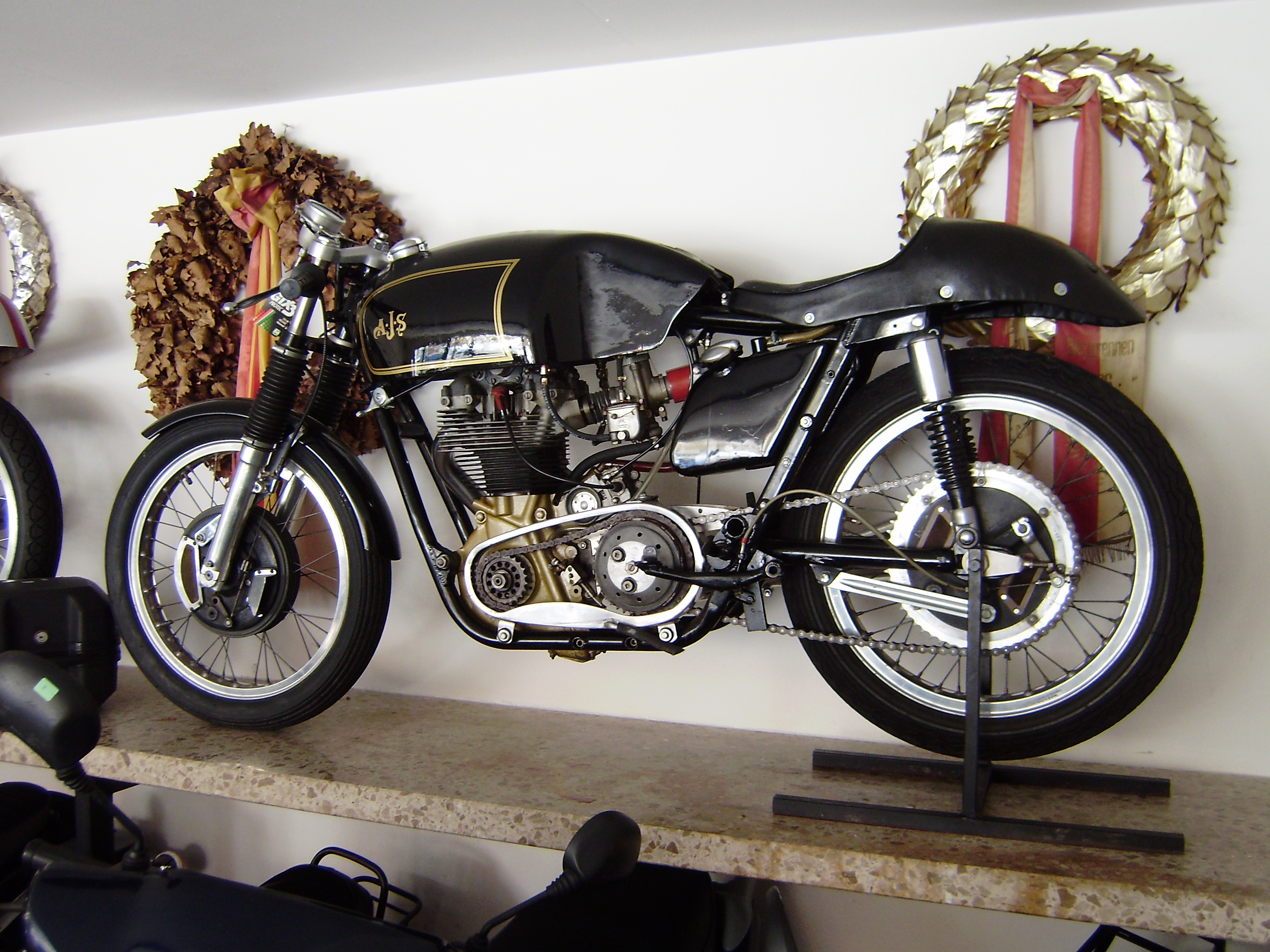
AJS Boy Racer

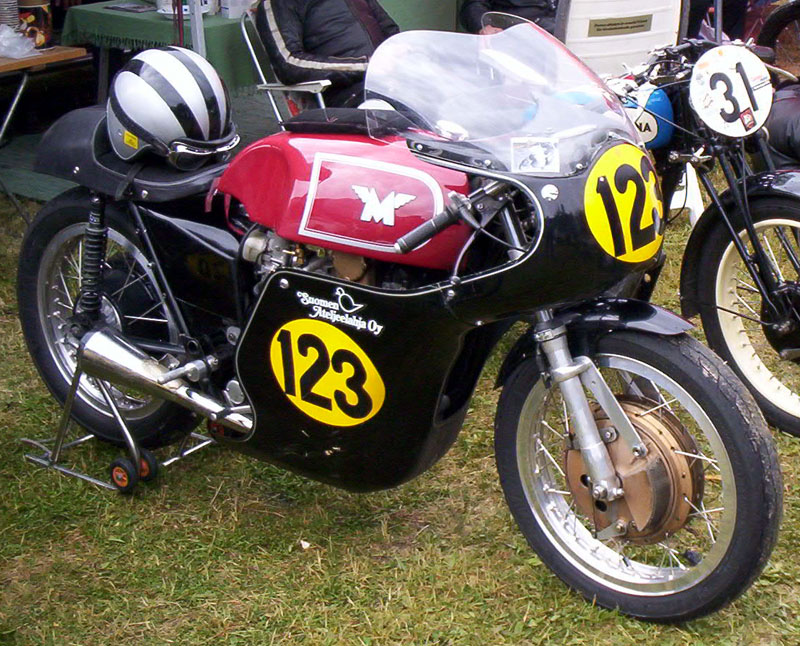
Matchless G50

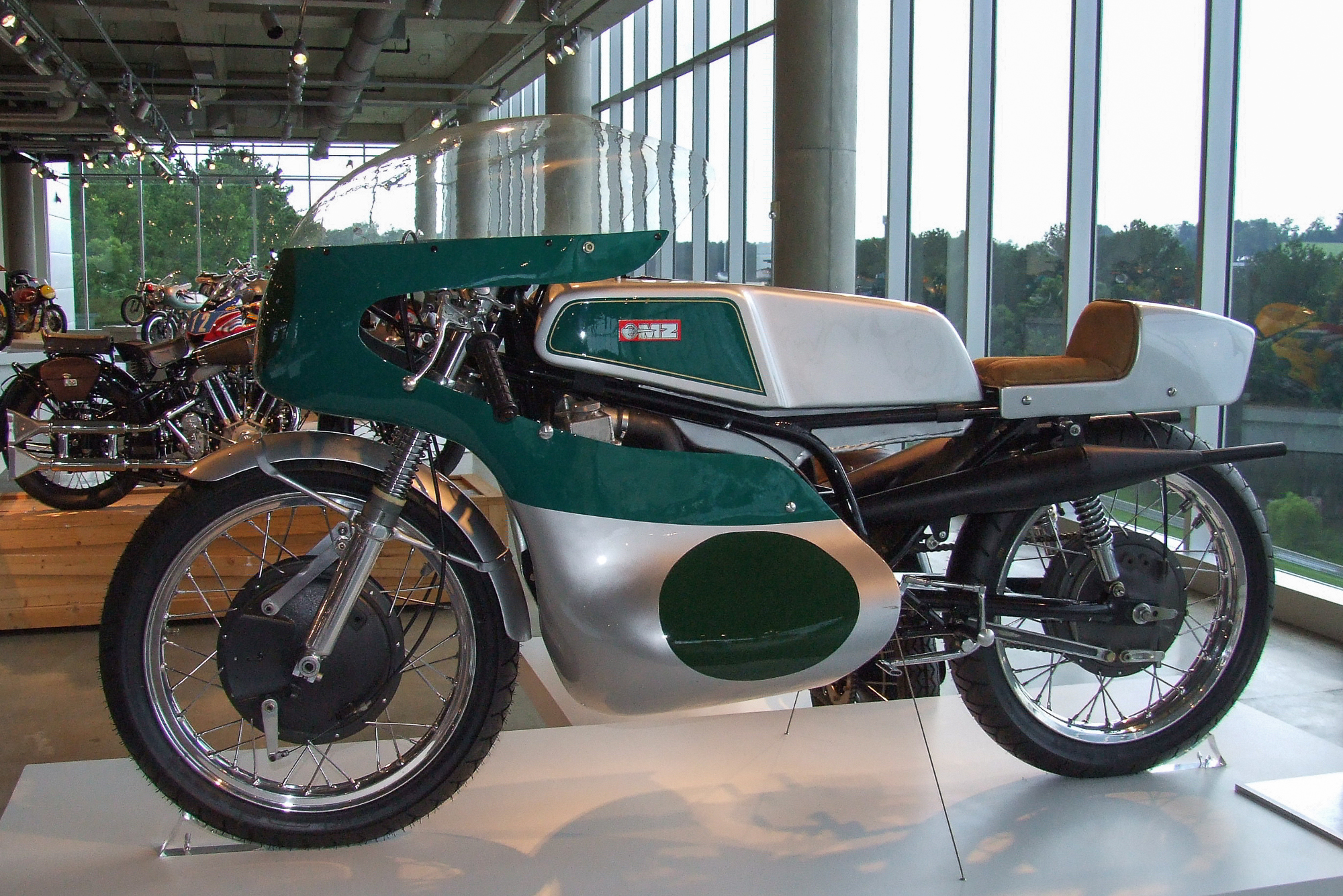
MZ RE 250

Alan Shepherd (28 september 1935 - 16 juli 2007) was een Brits motorcoureur.
Zijn beste seizoenen waren 1962 en 1963, toen hij met een Matchless G50 tweede werd in het 500 cc wereldkampioenschap wegrace, beide malen achter Mike Hailwood. Hij won drie keer de North West 200 in Noord-Ierland en haalde twee podiumplaatsen in de Isle of Man TT.
Al in 1956 startte Alan Shepherd voor het eerst op het eiland Man. Hij werd met een BSA Gold Star derde in de Clubmans Junior TT en in de Manx Grand Prix werd hij met een Norton Manx derde in de 350 cc Junior Race en viel hij uit in de 500 cc Senior Race.
Ook in 1957 en 1958 startte hij in de Manx Grand Prix. In 1957 werd hij derde in de Junior Race en viel hij in de Senior Race uit. In 1958 won hij de Junior Race met een AJS Boy Racer en viel hij in de Senior race weer uit.
Dit waren allemaal nog wedstrijden voor "amateurs", maar in 1959 kwam Alan Shepherd voor het eerst in de meer professionele TT-races aan de start. Hij werd met een Matchless zevende in de Senior TT en met de AJS viel hij uit in de Junior TT. Die AJS bracht hem wel de tweede plaats in de 350 cc klasse van de North West 200. Hij werd ook negende in de Ulster Grand Prix. De Senior TT, de Junior TT en de Ulster Grand Prix maakten deel uit van het wereldkampioenschap, waardoor hij in de 500 cc klasse 22e werd.
In 1960 won hij de 350 cc race van de North West 200, in de Senior TT viel hij uit maar hij werd derde in de Ulster Grand Prix, waardoor hij in het 500 cc klassement tiende was. Hij werd zevende in de Junior TT en viel met een Geoff Monty Special uit in de 250 cc Lightweight TT. In dit jaar werd MV Agusta voor het laatst wereldkampioen in de 125 cc klasse, maar de enige dreiging kwam van MZ. Ernst Degner eindigde als derde in het WK.
In 1961 kreeg Degner steun van Alan Shepherd, die voor een aantal races 125- en 250 cc MZ's kreeg. Het werd een goed seizoen voor Shepherd, die in alle races waarin hij de finish haalde punten scoorde. Het aantal races was echter beperkt: In de 125 cc klasse reed hij in Duitsland (tweede) de Ultra-Lightweight TT (uitgevallen), de TT van Assen (derde) en de Belgische GP (vijfde). Hij werd zevende in het kampioenschap. In de 250 cc klasse reed hij in Duitsland (vijfde), de DDR (vijfde) en de Ulster Grand Prix (vijfde) en hier werd hij tiende in de totaalstand. In de 350 cc klasse reed hij met een AJS, waarmee hij in de Junior TT uitviel, in Ulster vijfde en in Monza vierde werd. In de totaalstand was hij tiende.
In 1962 reed Alan Shepherd weer voornamelijk in de 350- en de 500 cc klassen. Met de Matchless G50 viel hij in de Senior TT uit, maar daarna ging het gestaag: Hij werd vierde in Assen, tweede in België, Ulster en de DDR en hij won de Finse GP. MV Agusta had alleen Mike Hailwood ingezet, en bij gebrek aan een tweede MV Agusta-coureur (Gary Hocking had alleen de Senior TT met een MV Agusta gereden) kon Shepherd tweede in het wereldkampioenschap worden. In de 350 cc klasse werd hij met een MZ vierde in Ulster en derde in Finland en eindigde hij op de zesde plaats in het kampioenschap. Bovendien werd hij met een Aermacchi Ala d'Oro 250 tweede in de North West 200 en won hij daar zelfs de 350- én de 500 cc klassen met AJS en Matchless.
In 1963 kwam er iets meer spanning in het 500 cc-WK omdat Geoff Duke zijn "Scuderia Duke" in het leven had geroepen. Dit team, dat bestond uit John Hartle en Phil Read reed weliswaar met verouderde Gilera viercilinders, maar was toch erg sterk. Hartle won de TT van Assen. Mike Hailwood won alle andere GP's, maar Shepherd snoepte overal weer genoeg punten mee om opnieuw tweede te worden met één punt meer dan Hartle. Met MZ's reed hij enkele wedstrijden in de 125-, 250- en 350 cc klassen, waarin hij resp. dertiende, zesde en zesde werd.
In 1964 reed Shepherd nog uitsluitend met MZ's, maar hij reed lang niet alle GP's. Wel won hij de openingsrace in de 250 cc klasse, de Grand Prix van de Verenigde Staten, maar hij werd slechts derde in de eindstand. De MZ's waren toen al niet meer opgewassen tegen de snellere Honda's en Yamaha's.
In 1965 stapte Alan Shepherd over naar Honda en Derek Woodman werd zijn vervanger bij MZ. Shepherd was echter in oktober 1964 flink geblesseerd geraakt en testte in februari 1965 voor het eerst, samen met Derek Woodman, zijn Honda's op Oulton Park. Daarna reisden ze samen naar de DDR om de nieuwe MZ van Woodman te bekijken. Shepherd zou echter nooit meer aan de start van een Grand Prix komen, hij beëindigde zijn carrière voorlopig nadat hij opnieuw was gevallen tijdens het testen van de Honda in Japan.

## Wereldkampioenschap wegrace resultaten
Races in vetgedrukt geven behaalde polepositions aan; races in cursief geven een snelste ronde tijdens de race aan.
| Jaar | Klasse | Merk      | 1     | 2       | 3       | 4       | 5     | 6     | 7     | 8     | 9     | 10    | 11    | 12    | Punten | Plaats | Overwinningen |
| ---- | ------ | --------- | ----- | ------- | ------- | ------- | ----- | ----- | ----- | ----- | ----- | ----- | ----- | ----- | ------ | ------ | ------------- |
| 1959 | 350cc  | AJS       | FRA - | IOM DNF |         | NED -   | BEL - | ZWE - | ULS - | NAT - |       |       |       |       | 0      | -      | 0             |
| 1959 | 500cc  | Matchless | FRA - | IOM 7   | DUI -   | NED -   | BEL - | ZWE - | ULS - | NAT - |       |       |       |       | 0      | -      | 0             |
| 1960 | 250cc  | GMS       |       | IOM DNF | NED -   | BEL -   | DUI - | ULS - | NAT - |       |       |       |       |       | 0      | -      | 0             |
| 1960 | 350cc  | AJS       | FRA - | IOM 7   | NED -   | BEL -   | DUI - | ULS - | NAT - |       |       |       |       |       | 0      | -      | 0             |
| 1960 | 500cc  | Matchless | FRA - | IOM DNF | NED -   | BEL -   | DUI - | ULS 3 | NAT - |       |       |       |       |       | 4      | 10e    | 0             |
| 1961 | 125cc  | MZ        | SPA - | DUI 2   | FRA -   | IOM DNF | NED 3 | BEL 5 | DDR - | ULS - | NAT - | ZWE - | ARG - |       | 12     | 7e     | 0             |
| 1961 | 250cc  | MZ        | SPA - | DUI 5   | FRA -   | IOM -   | NED - | BEL - | DDR 5 | ULS 5 | NAT - | ZWE - | ARG - |       | 6      | 10e    | 0             |
| 1961 | 350cc  | AJS       |       | DUI -   |         | IOM DNF | NED - |       | DDR - | ULS 5 | NAT 4 | ZWE - |       |       | 5      | 10e    | 0             |
| 1962 | 125cc  | MZ        | SPA - | FRA -   | IOM -   | NED -   | BEL - | DUI - | ULS - | DDR - | NAT - | FIN 3 | ARG - |       | 4      | 13e    | 0             |
| 1962 | 250cc  | Aermacchi | SPA - | FRA -   | IOM DNF | NED -   | BEL - | DUI - | ULS - | DDR - | NAT - | FIN - | ARG - |       | 0      | -      | 0             |
| 1962 | 350cc  | MZ        |       |         | IOM 35  | NED -   |       |       | ULS 4 | DDR - | NAT - | FIN 3 |       |       | 7      | 6e     | 0             |
| 1962 | 500cc  | Matchless |       |         | IOM DNF | NED 4   | BEL 2 |       | ULS 2 | DDR 2 | NAT - | FIN 1 | ARG - |       | 29     | 2e     | 1             |
| 1963 | 125cc  | MZ        | SPA - | DUI 6   | FRA -   | IOM -   | NED - | BEL - | ULS - | DDR 2 | FIN 3 | NAT - | ARG - | JPN - | 11     | 8e     | 0             |
| 1963 | 250cc  | MZ        | SPA - | DUI 5   |         | IOM -   | NED - | BEL - | ULS - | DDR 2 |       | NAT 4 | ARG - | JPN - | 11     | 6e     | 0             |
| 1963 | 350cc  | MZ        |       | DUI -   |         | IOM DNF | NED - | BEL - | ULS - | DDR - | FIN - | NAT 2 |       | JPN - | 6      | 6e     | 0             |
| 1963 | 500cc  | Matchless |       |         |         | IOM DNF | NED 3 | BEL 3 | ULS 4 | DDR 3 | FIN 2 | NAT - | ARG - |       | 21     | 2e     | 0             |
| 1964 | 125cc  | MZ        | USA - | SPA -   | FRA -   | IOM DNF | NED - |       | DUI - | DDR - | ULS - | FIN - | NAT - | JPN - | 0      | -      | 0             |
| 1964 | 250cc  | MZ        | USA 1 | SPA -   | FRA -   | IOM 2   | NED - | BEL 3 | DUI - | DDR - | ULS 4 |       | NAT 5 | JPN - | 23     | 3e     | 1             |
| 1964 | 350cc  | MZ        |       |         |         | IOM DNF | NED - |       | DUI - | DDR - | ULS - | FIN 4 | NAT - | JPN - | 3      | 13e    | 0             |